# El Sauz del Terrero
El Sauz del Terrero är en ort i Mexiko.   Den ligger i kommunen Sombrerete och delstaten Zacatecas, i den centrala delen av landet, 700 km nordväst om huvudstaden Mexico City. El Sauz del Terrero ligger 2 362 meter över havet och antalet invånare är 312.
Terrängen runt El Sauz del Terrero är platt åt sydväst, men åt nordost är den kuperad. Runt El Sauz del Terrero är det glesbefolkat, med 16 invånare per kvadratkilometer. Närmaste större samhälle är Benito Juárez, 13,9 km öster om El Sauz del Terrero. Omgivningarna runt El Sauz del Terrero är i huvudsak ett öppet busklandskap.